# أهل بن هشان (يافع)

تعديل مصدري - تعديل

أهل بن هشان هي إحدى قرى عزلة لبعوس بمديرية يافع التابعة لمحافظة لحج، بلغ تعداد سكانها 45 نسمة حسب تعداد اليمن لعام 2004.